# Kungens Kurva
Kungens Kurva, soit « le virage du roi » en français, est un parc d'activité commerciale situé dans la commune de Huddinge, dans la banlieue de Stockholm, en Suède. La zone est desservie par la route européenne 4 et la route européenne 20.
Elle compte plusieurs centres commerciaux et grandes surfaces, dont le premier grand magasin Ikea de Suède, le Ikea Kungens Kurva, inauguré le 18 juin 1965, et le centre commercial Heron City.
Le nom de la zone commerciale, « le virage du roi », fait référence à un accident de la voiture du roi Gustave V de Suède qui a eu lieu dans la localité le 28 septembre 1946.